# II wyprawa krzyżowa
II wyprawa krzyżowa (1147–1149) – wyprawa wojenna rycerstwa zachodnioeuropejskiego skierowana przeciwko muzułmanom na terytorium Lewantu. Jej inicjatorami byli św. Bernard z Clairvaux i papież Eugeniusz III. Główną przyczyną jej zorganizowania była utrata hrabstwa Edessy, podbitego przez muzułmanów.
Była to pierwsza krucjata prowadzona przez europejskich królów: francuskiego – Ludwika VII i niemieckiego – Konrada III. Udział wziął też Fryderyk Barbarossa, późniejszy organizator III wyprawy krzyżowej. Wyprawa zakończyła się porażką zachodnioeuropejskiego rycerstwa.

## Przebieg krucjaty
Armie dwóch królów maszerowały oddzielnie przez Europę. Na terytorium Bizancjum osłaniane były przez cesarza Manuela I Komnena. Po opuszczeniu Bizancjum i wkroczeniu do Anatolii armia Konrada III, osłabiona marszem do Konstantynopola, poniosła klęskę w bitwie pod Doryleum. Piechurzy niemieccy zostali całkowicie zaskoczeni atakiem tureckim. Doszło do masakry, w której Konrad utracił prawie 90% swojej armii. Reszta albo zawróciła, albo dołączyła do Francuzów.
Po połączeniu sił chrześcijan z armią państw krzyżowych doszło do narady. Najprawdopodobniej pod wpływem nacisków nowo przybyłych krzyżowców podjęto decyzję o ataku na neutralny do tej pory Damaszek (rządzony przez Nur-ad Dina, który podbił hrabstwo Edessy), zamiast na Askalon.   Oblężenie Damaszku trwało zaledwie pięć dni, po czym cała armia wycofała się w rozsypce na tereny Królestwa Jerozolimskiego. Wycofujących się krzyżowców nękało pragnienie i ciągłe ataki jazdy muzułmańskiej.
Klęska wyprawy była spowodowana głównie złą organizacją i nieustającymi kłótniami między królami. Zginęły tysiące ludzi, a mit niepokonanych armii krzyżowych minął bezpowrotnie. Nur ad-Din wykorzystał sytuację i zajął Damaszek.

### Pomoc w rekonkwiście
W drodze na Bliski Wschód flamandzcy, fryzyjscy, normańscy, angielscy, szkoccy i część niemieckich krzyżowców pomogła Portugalczykom przy oblężeniu Lizbony (1147). Wzięli też udział w walkach o Santarém i pomogli zdobyć: Sintrę, Almadę, Palmelę i Setúbal. Krzyżowcom pozwolono zostać na podbitych terytoriach, gdzie wielu z nich osiedliło się na stałe.

## Chronologia drugiej krucjaty
- 1147 Druga bitwa pod Doryleum (bitwa nad rzeką Bathys)
- 1148 Bitwa pod Al-Kadmus (walki o zamek Al-Kadmus)
- 1148 Bitwa pod Al-Mazzą
- 1148 Oblężenie Damaszku
- 1148 Oblężenie Tortosy